# جبله
 جبله  به عربی ( جبلة ) بکسر جیم، شهری است باستانی در استان 
اِب
از توابع کشور یمن واقع در شبه جزیره عربستان است. 
شهری کوهستانی بسیار زیبا ومشوق، دارای طبیعت خلاب که هر عابر شیفته أی به سوی خود جلب می‌نماید. این شهر در ۷ کیلومتری شمال استان إب واقع می‌باشد. شهری با معماری فرید و منحصر به فرد. وارتفاعش از سطح دریا در حدود ۸۷۵ متر با می‌باشد. و در کنار دره (وادی الجنات) واقع شده‌است.

## جمعیت
جمعیت این شهر کوهستانی در حدود ۷۰ هزار نفر می‌باشد. 
که تماماً از اهل سنت از شاخه شافعی هستند یعنی از پیروان امام محمد ادریس شافعی هستند و بزبان عربی تکلم می‌کنند.

## باغ‌ها و کشاورزی
شهری است کوهستانی 
باغها وکشتزارهای ومحصولات زراعتی مانند: قهوه، القات، النیله، و حبوب، و بقولات فراوان است و بیشتر ساکنانش به کشاورزی اشتغال دارند.